# Nyia
I Nyia sono un gruppo musicale grindcore polacco formatosi nel 1999 ad Olsztyn. Il loro nome deriva da un demone pagano della morte.

## Storia
Il gruppo fu fondato nel 1999 da Wojciech Szymański e Szymon Czech. Incisero il loro primo demo, Nospromo, nel 2000, grazie al quale firmarono un contratto con la Candlelight Records, che, nel 2004 pubblicò il loro album di debutto, Head Held High. In seguito uscirono dalla scena musicale per qualche anno. Il silenzio fu interrotto nel 2007, quando pubblicarono il loro secondo album (More Than You Expect) con la Feto Records, casa discografica di Shane Embury. Lo stesso anno parteciparono ad uno split album assieme agli Antigama ed intrapresero un tour assieme agli stessi.

## Formazione

### Ultima
- Jakub Leonowicz - voce
- Szymon Czech - chitarra (Third Degree, ex-Prophecy, Alne, ex-Antigama)
- Bartosz Rogalewicz - chitarra (ex-Deadbambi)
- Maciej Banaszewski - basso (ex-Slave)
- Wojciech Szymański - batteria (Organoleptic Trio, ex-Neuma, ex-Kobong, ex-Samo)

## Discografia

### Album in studio
- 2004 - Head Held High
- 2007 - More Than You Expect

### Demo
- 2000 - Nospromo 2000

### Split album
- 2007 - Nyia/Antigama (con gli Antigama)